# Persone di nome Edgardo
| Questa pagina contiene informazioni ricavate automaticamente dalle voci biografiche con l'ausilio del template Bio e di un bot. L'aggiornamento è periodico e automatico e ricostruisce completamente la pagina. Se manca una persona in questa lista, sei pregato di non aggiungerla, ma accertati piuttosto che la sua voce biografica contenga il template Bio e che i dati anagrafici siano correttamente compilati. Se il template Bio manca, inseriscilo tu stesso o, in alternativa, metti l'avviso {{tmp\|Bio}} che ne segnala la mancanza. Se i dati riportati sono sbagliati, correggi direttamente la voce biografica; le modifiche saranno visibili in questa lista entro pochi giorni. Per chiarimenti vedi il progetto antroponimi. La lista contiene solo le 51 persone che sono citate nell'enciclopedia e per le quali è stato implementato correttamente il template Bio. Pagina aggiornata al 6 giu 2025. |

Questa è una lista di persone presenti nell'enciclopedia che hanno il nome Edgardo, suddivise per attività principale.

## Arbitri di calcio(1)
- Edgardo Codesal Méndez, ex arbitro di calcio messicano (Montevideo, n. 1951)

## Arcivescovi cattolici(1)
- Edgardo Gabriel Storni, arcivescovo cattolico argentino (Santa Fe, n. 1936 - La Falda, † 2012)

## Attori(1)
- Edgardo Siroli, attore e regista teatrale italiano (Conselice, n. 1940 - Bologna, † 2005)

## Avvocati(1)
- Edgardo Castelli, avvocato e politico italiano (Abbiategrasso, n. 1907 - † 1981)

## Bobbisti(1)
- Edgardo Vaghi, bobbista italiano (Milano, n. 1915 - Milano, † 1986)

## Calciatori(12)
- Edgardo Adinolfi, ex calciatore uruguaiano (Montevideo, n. 1974)
- Edgardo Andrada, calciatore argentino (Rosario, n. 1939 - Mar del Plata, † 2019)
- Edgardo Bassi, calciatore e allenatore di calcio italiano (Firenze, n. 1905)
- Edgardo Bauza, ex calciatore e allenatore di calcio argentino (Granadero Baigorria, n. 1958)
- Edgardo Ciancamerla, calciatore italiano (Cornigliano, n. 1912 - Genova, † 1986)
- Edgardo Fariña, calciatore panamense (Panama, n. 2001)
- Edgardo González, calciatore uruguaiano (n. 1936 - † 2007)
- Edgardo Madinabeytia, calciatore argentino (San Miguel, n. 1932 - Buenos Aires, † 2002)
- Edgardo Orzuza, calciatore paraguaiano (Paraguarí, n. 1990)
- Edgardo Preti, calciatore italiano
- Edgardo Rebosio, calciatore italiano (Milano, n. 1914)
- Andrés Schetino, calciatore uruguaiano (Montevideo, n. 1994)

## Cestisti(3)
- Edgardo Fulgencio, cestista filippino (n. 1917 - † 2004)
- Ed Ocampo, cestista e allenatore di pallacanestro filippino (Magalang, n. 1938 - † 1992)
- Edgardo Roque, ex cestista filippino (Obando, n. 1938)

## Clarinettisti(1)
- Edgardo Cassani, clarinettista, direttore d'orchestra e compositore italiano (Parma, n. 1868 - Parma, † 1936)

## Diplomatici(1)
- Edgardo Sogno, diplomatico, partigiano e politico italiano (Torino, n. 1915 - Torino, † 2000)

## Fumettisti(1)
- Edgardo Dell'Acqua, fumettista italiano (Milano, n. 1912 - † 1986)

## Ginnasti(1)
- Edgardo Minoli, ginnasta, schermidore e arbitro di calcio italiano (Torino, n. 1886 - Clermont Ferrand, † 1935)

## Giornalisti(2)
- Edgardo Gulotta, giornalista italiano (Roma, n. 1959)
- Edgardo Longoni, giornalista e dirigente sportivo italiano (Milano, n. 1880 - † 1965)

## Imprenditori(2)
- Edgardo Bazzini, imprenditore italiano (Golese, n. 1893 - Milano, † 1969)
- Edgardo Morpurgo, imprenditore e dirigente d'azienda italiano (Trieste, n. 1866 - Roma, † 1948)

## Matematici(1)
- Edgardo Ciani, matematico italiano (Rocca San Casciano, n. 1864 - Rocca San Casciano, † 1942)

## Militari(2)
- Edgardo Cortese, militare italiano (Napoli, n. 1897 - Monte Asolone, † 1918)
- Edgardo Feletti, militare italiano (Colle Umberto, n. 1891 - Mecatea, † 1937)

## Nuotatori(1)
- Jorge Moreau, nuotatore e pallanuotista argentino (Buenos Aires, n. 1908 - † 1959)

## Ornitologi(1)
- Edgardo Moltoni, ornitologo italiano (Oneglia, n. 1896 - Milano, † 1980)

## Pallavolisti(2)
- Edgardo Cartagena, pallavolista portoricano (Caguas, n. 1994)
- Edgardo Goás, pallavolista portoricano (San Juan, n. 1989)

## Partigiani(2)
- Edgardo Alboni, partigiano e politico italiano (Montanaso Lombardo, n. 1919 - Lodi, † 2015)
- Edgardo Fogli, partigiano italiano (Comacchio, n. 1901 - Comacchio, † 1945)

## Pianisti(2)
- Edgardo Egaddi, pianista, direttore di coro e compositore italiano (Parma, n. 1925 - Parma, † 2000)
- Edgardo Del Valle de Paz, pianista e compositore italiano (Alessandria d'Egitto, n. 1861 - Firenze, † 1920)

## Pittori(1)
- Edgardo Saporetti, pittore italiano (Bagnacavallo, n. 1865 - Bellaria, † 1909)

## Politici(1)
- Edgardo Lami Starnuti, politico, avvocato e giornalista italiano (Pontedera, n. 1887 - Roma, † 1968)

## Rugbisti a 15(1)
- Edgardo Venturi, ex rugbista a 15 e dirigente sportivo italiano (Pieve di Cento, n. 1962)

## Schermidori(1)
- Edgardo Pomini, schermidore argentino (n. 1917 - Buenos Aires, † 1958)

## Scrittori(1)
- Edgardo Franzosini, scrittore, biografo e traduttore italiano (La Valletta Brianza, n. 1952)

## Scultori(2)
- Edgardo Mannucci, scultore italiano (Fabriano, n. 1904 - Arcevia, † 1986)
- Edgardo Simone, scultore e scenografo italiano (Brindisi, n. 1890 - Hollywood, † 1948)

## Sovrani(2)
- Edgardo I d'Inghilterra, re (Winchester, † 975)
- Edgardo Atheling, re (Regno d'Ungheria, n. 1051 - Regno di Scozia, † 1126)

## Velocisti(1)
- Edgardo Toetti, velocista italiano (Milano, n. 1910 - Milano, † 1968)

## Violinisti(1)
- Edgardo Donato, violinista, compositore e direttore d'orchestra argentino (Buenos Aires, n. 1897 - Buenos Aires, † 1963)

## Senza attività specificata(1)
- Edgardo Baldi, limnologo italiano (Milano, n. 1899 - Verbania, † 1951)